# Goodyera robusta
Goodyera robusta är en orkidéart som beskrevs av Joseph Dalton Hooker. Goodyera robusta ingår i släktet knärötter, och familjen orkidéer. Inga underarter finns listade i Catalogue of Life.